# 南方路德宗神学院
南方路德宗神学院（英語：Lutheran Theological Southern Seminary）是美国福音路德教会的神学院，位于美国南卡罗来纳州哥伦比亚，提供第一和第二专业的神学学位。该校成立于1830年。2012年，它与属于同一教派的勒努瓦-莱茵大学合并。虽然后者位于希科里。